# Associazione Sportiva Siracusa 1970-1971
Questa voce raccoglie le informazioni riguardanti l'Associazione Sportiva Siracusa nelle competizioni ufficiali della stagione 1970-1971.

## Rosa
| N. |                   | Ruolo | Calciatore            |
| -- | ----------------- | ----- | --------------------- |
|    | Italia (bandiera) | A     | Luigi Pepa            |
|    | Italia (bandiera) | A     | Paolo Anastasio       |
|    | Italia (bandiera) | A     | Ernesto Paterlini     |
|    | Italia (bandiera) | C     | Emilio Melli          |
|    | Italia (bandiera) | P     | Attilio De Pari       |
|    | Italia (bandiera) | A     | Luigi Lo Bascio       |
|    | Italia (bandiera) | C     | Giuseppe Peluso       |
|    | Italia (bandiera) | D     | Francesco Conti       |
|    | Italia (bandiera) | D     | Sandro Degl'Innocenti |

| N. |                   | Ruolo | Calciatore          |
| -- | ----------------- | ----- | ------------------- |
|    | Italia (bandiera) | C     | Domenico Di Matteo  |
|    | Italia (bandiera) | C     | Sebastiano Marinari |
|    | Italia (bandiera) | P     | Vincenzo Fazzino    |
|    | Italia (bandiera) | A     | Vincenzo Latella    |
|    | Italia (bandiera) | A     | Giuseppe Vegna      |
|    | Italia (bandiera) | C     | Sebastiano Schiavo  |
|    | Italia (bandiera) | C     | Vittorio Bagnaschi  |
|    | Italia (bandiera) | D     | Pasquale Corvino    |